# Лалад
Лала́д (фр. Laslades, окс. Lasladas) — коммуна во Франции, находится в регионе Юг — Пиренеи. Департамент — Верхние Пиренеи. Входит в состав кантона Пуйастрюк. Округ коммуны — Тарб.
Код INSEE коммуны — 65265.

## География

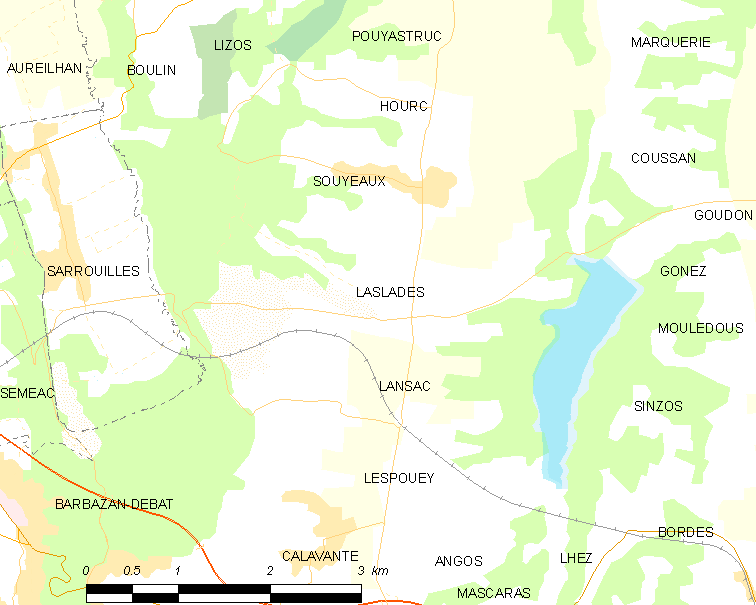
Карта коммуны

Коммуна расположена приблизительно в 650 км к югу от Парижа, в 115 км западнее Тулузы, в 8 км к востоку от Тарба.
Коммуна расположена в местности Бигорр. На западе коммуны протекает река Ус, а на востоке расположено водохранилище, образованное плотиной на реке Аррет-Дарре.

## Климат
Климат умеренно-океанический с солнечной тёплой погодой и обильными осадками на протяжении практически всего года.

## Население
Население коммуны на 2010 год составляло 350 человек.
| 1962 | 1968 | 1975 | 1982 | 1990 | 1999 | 2010 |
| ---- | ---- | ---- | ---- | ---- | ---- | ---- |
| 195  | 185  | 198  | 228  | 235  | 301  | 350  |

## Администрация
| Период | Период | Фамилия       | Партия | Примечания |
| ------ | ------ | ------------- | ------ | ---------- |
| 2001   | 2014   | Франсуа Генль |        |            |
| 2014   | 2020   | Жак Фуркад    |        |            |

## Экономика
В 2010 году среди 218 человек трудоспособного возраста (15-64 лет) 156 были экономически активными, 62 — неактивными (показатель активности — 71,6 %, в 1999 году было 66,0 %). Из 156 активных жителей работали 147 человек (76 мужчин и 71 женщина), безработных было 9 (4 мужчины и 5 женщин). Среди 62 неактивных 12 человек были учениками или студентами, 29 — пенсионерами, 21 были неактивными по другим причинам.